# Christina Fulton
Christina Fulton (Boise, 26 de junho de 1967) é uma atriz norte-americana.

## Carreira
Christina trabalhou como modelo na Elite Model Management e na LA Models. Ela foi o rosto da Farlow Jeans e modelou para a campanha "Too Cute".
Christina teve papéis em filmes como The Doors do diretor Oliver Stone, no papel da cantora Nico da banda The Velvet Underground, Drácula de Bram Stoker, Dangerous Game, The Girl With The Hungry Eyes, Enemies of Laughter,  Lucinda's Spell e Snake Eyes.
Christina também apresenta um programa online semanal, Playing It Forward.
Em 2006, Christina dirigiu e produziu o documentário When Giants Collide, que fala sobre a situação difícil do programa de luta livre da Beverly Hills High School, que estava à beira da extinção.

## Vida pessoal
Christina tem um filho, Weston Coppola Cage (nascido em 1990), com o ator Nicolas Cage.
Christina foi noiva de Shagrath, vocalista da banda de black metal Dimmu Borgir, em 2008.

## Ligações externos
- Christina Fulton. no IMDb.
- Christina Fulton (em inglês) no Allmovie